# Cabanès (Tarn)
Cabanès – miejscowość i gmina we Francji, w regionie Oksytania, w departamencie Tarn.
Według danych na rok 1990 gminę zamieszkiwały 182 osoby, a gęstość zaludnienia wynosiła 21 osób/km² (wśród 3020 gmin regionu Midi-Pireneje Cabanès plasuje się na 881. miejscu pod względem liczby ludności, natomiast pod względem powierzchni na miejscu 1193.).